# Keck-Entscheidung
In der Keck-Entscheidung von 1993 legte der Europäische Gerichtshof (EuGH) grundsätzliche Regelungen zur Auslegung und zum Geltungsbereich von Art. 34 AEUV (ex-Art. 28 EGV) (damals noch Art. 30 EWGV) fest, die nach dem Kläger des Verfahrens als Keck-Formel oder Keck-Grundsätze bekannt wurden.

## Sachverhalt und Streitgegenstand
Bernard Keck und Daniel Mithouard, beide verantwortliche Leiter von Einkaufszentren in Frankreich, sollten wegen des Verkaufs von Waren unterhalb des Einkaufspreises von französischen Gerichten verurteilt werden. Beide machten im nationalen Ausgangsverfahren die Unvereinbarkeit dieses französischen Verbotes mit dem Grundsatz des freien Warenverkehrs (Art. 34 AEUV (ex-Art. 28 EGV)) geltend, da in anderen EG-Ländern (zum Beispiel zur gleichen Zeit in Deutschland) keine Beschränkungen hinsichtlich eines Verkaufes von Waren unterhalb des Einkaufspreises vorlagen. Das Gericht des Ausgangsverfahrens rief daher den EuGH in einem Vorabentscheidungsverfahren an, um klären zu lassen, ob die europäischen Verträge dem Verbot des Verkaufs von Waren unter dem Einkaufspreis entgegenstehen.
Der EuGH verneinte diese Auffassung, indem er das Weiterverkaufsverbot zum Verlustpreis als allgemeine Verkaufsmodalität (und somit kein Marktzugangshindernis) aus dem Anwendungsbereich des Art. 34 AEUV (ex-Art. 28 EGV) ausklammerte und es damit als mit der Warenverkehrsfreiheit vereinbar ansah.

## Folgen des Urteils
Der EuGH hat in der Keck-Entscheidung seine bis dato in der Dassonville-Entscheidung enthaltene, sehr weitreichende Definition einer Maßnahme gleicher Wirkung im Sinne des Art. 34 AEUV (ex-Art. 28 EGV) eingeschränkt. Mit der Keck-Entscheidung hielt der EuGH fest, dass inländische Maßnahmen, die nur bestimmte Verkaufsmodalitäten beschränken, in bestimmten Fällen nicht als „Maßnahme gleicher Wirkung“ gelten. Die Keck-Rechtsprechung findet dann Anwendung, wenn die Maßnahme
- alle betroffenen Marktteilnehmer gleichermaßen betreffen;
- die Maßnahme nicht produktbezogen ist (sie also nicht verlangt, dass ein Produkt in bestimmter Art und Weise zusammengesetzt oder verpackt sein muss), sondern nur den Verkauf des Produkts regelt;
- keine Diskriminierung enthält;
- den Zugang zum inländischen Markt nicht hemmt.[1]

Ein Beispiel hierfür ist das deutsche Ladenschlussgesetz.